# مكتبة ألمانيا الوطنية

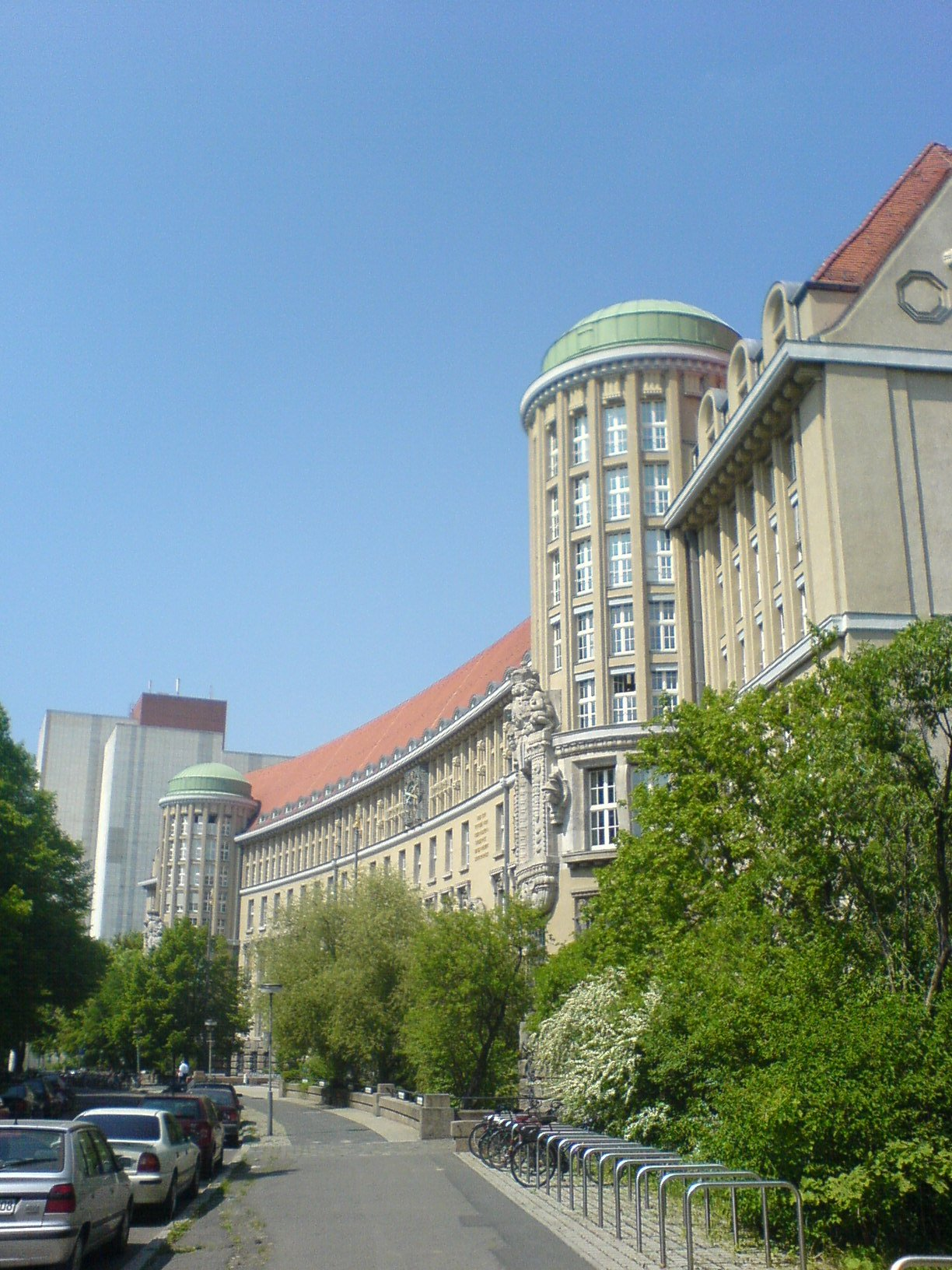
المكتبة الوطنية الألمانية في لايبزغ

المكتبة الوطنية الألمانية (بالألمانية: Deutsche Nationalbibliothek) أسست خلال توحيد ألمانيا في 1990 بدمج مكتبة لايبزغ الألمانية التي كانت المكتبة الوطنية لألمانيا الشرقية مع المكتبة الألمانية في فرانكفورت التي كانت المكتبة الوطنية لألمانيا الغربية. سميت بالاسم الحالي في 2006.

## وصلات خارجية
- موقع المكتبة الوطنية الألمانية (بالإنجليزية)
- TheEuropeanLibrary.org - وصلات للمكتبات الوطنية في أوروبا (بالإنجليزية)
- Bibliotheken-Link.de - بوابة الإنترنت الألمانية للمكتبات (بالألمانية)